# 45-я отдельная десантно-штурмовая бригада
45-я отдельная десантно-штурмовая бригада (укр. 45-та окрема десантно-штурмова бригада, с 1993 по 2003 гг. — 45-я аэромобильная бригада, укр. 45-та аеромобільна бригада) — воинское соединение, входящее в состав Десантно-штурмовых войск Вооружённых сил Украины.

## История формирования

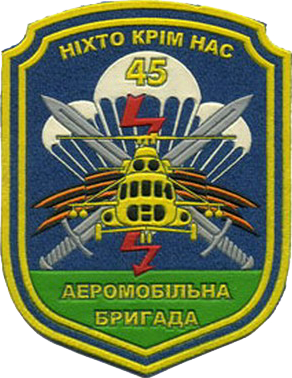
Нашивка 45-й аэромобильной бригады первого формирования

Первоначально бригада была сформирована в 1993 году в Болграде на базе остатков 299-го гвардейского парашютно-десантного полка, выведенного в Иваново.
В 2003 году бригада была переформирована в 16-ю механизированную бригаду, которая была расформирована в 2006 году.
19 октября 2016 года пресс-служба тогда ещё Высокомобильных десантных войск Украины сообщила о возрождении 45-й бригады.
Бригада была сформирована на базе 88-го отдельного аэромобильного батальона, имеющего опыт боевых действий на Востоке Украины.
В состав бригады вошли смешанные подразделения, подготовленные на базе других десантных бригад, которые составили костяк соединения. Также бригада была пополнена военнослужащими, подписавшими контракт за несколько месяцев до её формирования.
В 2020 году бригада была расформирована.

## Война на Востоке Украины
С ноября 2016 года подразделения бригады привлекаются к участию в операциях по защите территориальной целостности на территории Донецкой и Луганской областей.

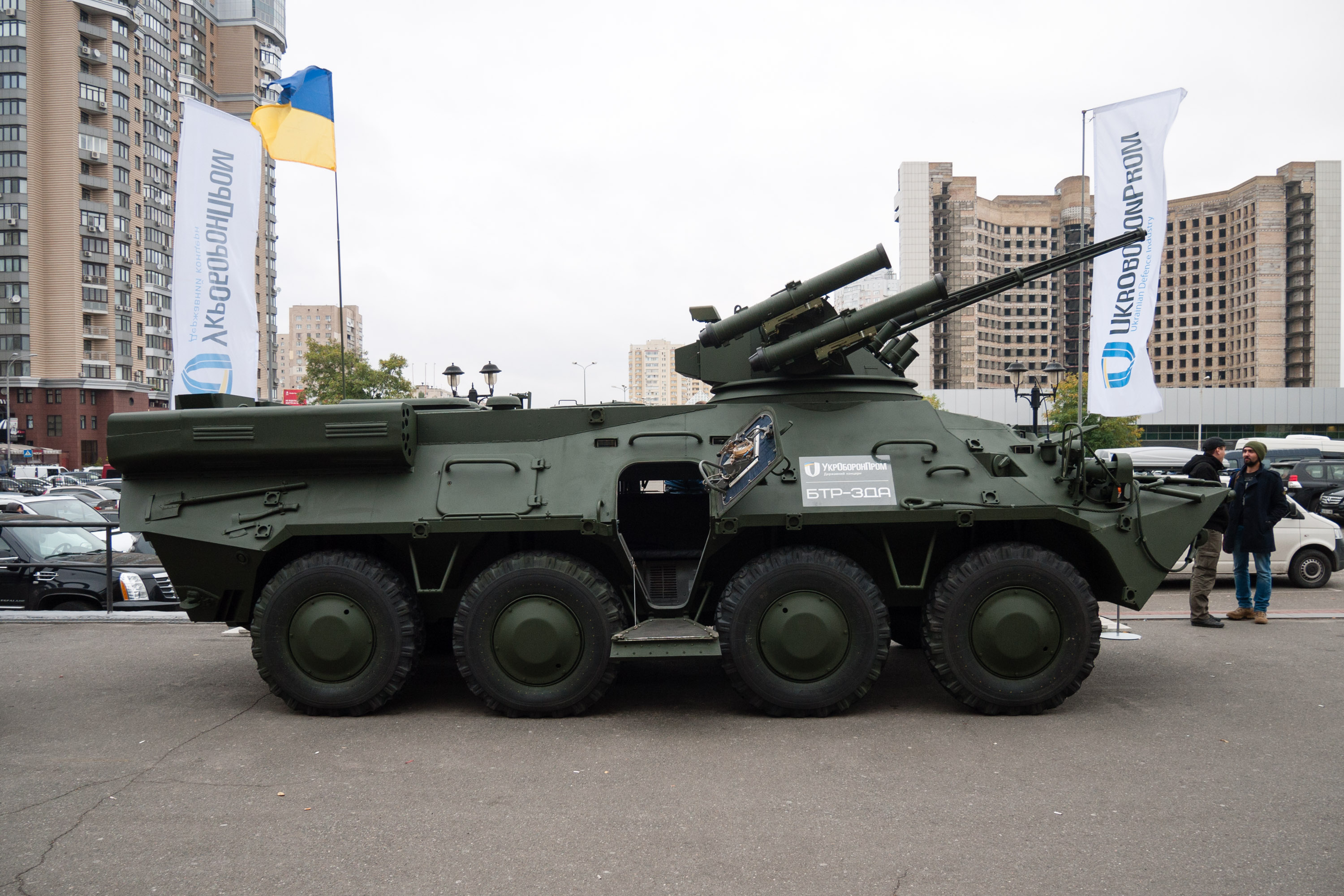
Бронетранспортёр БТР-3ДА

## Вооружение и военная техника
Бригада была укомплектована исключительно новой техникой, включая технику автоматических систем управления войсками.
Все батальоны на бронетранспортёрах БТР-3ДА.